# Le Plessis-Sainte-Opportune
Le Plessis-Sainte-Opportune è un comune francese di 284 abitanti situato nel dipartimento dell'Eure nella regione della Normandia.

## Società

### Evoluzione demografica
Abitanti censiti